# Tabula rasa
Tabula rasa (tradus din limba latină prin tablă ștearsă) este conceptul conform căruia individul nu se naște cu o serie de informații, ci le dobândește din experiență sau percepție,  după empiriști. Această expresie a fost folosită de filosoful englez John Locke.

## Istoric

### De la Aristotel la Freud
Originea ajunge la Aristotel care reia o imagine a lui Platon (din Theaetetus) și caracterizează psihicul înaintea unui act de cunoaștere. Expresia este folosită și de Albertus Magnus, de Toma d'Aquino. Consacrarea expresiei s-a produs mai târziu prin dialogul dintre John Locke și Leibniz în legătură cu ideile înnăscute; s-a dezvoltat teoria conform căreia, la naștere, mintea este o tabula rasa, în așteptarea ideilor care provin din experiență (în Nouveaux essais).
Expresia, provenită din traducerea latină a lucrării De Anima a lui Aristotel, nu se găsește la Locke, însă teoria poate fi identificată aici. Preluând de la scolastici ideea asociată că „nu există nimic în intelect care nu a fost mai întâi în simțuri”, Gassendi și Locke au făcut din aceasta o piesă importantă a empirismului lor.
Expresia tabula rasa este folosită și în psihanaliza lui Sigmund Freud.

### Cotidian
În viața cotidiană, expresia are sensul de stare de ignoranță crasă, de incultură sau într-o locuțiune verbală: a șterge cu buretele trecutul.